# Alfons Sánchez
Alfons Sánchez Miguez (* 27. Juli 1974 in Andorra La Vella), oder kurz Alfons Sánchez, ist ein ehemaliger andorranischer Fußballspieler auf der Position eines Torhüters. Er war zuletzt für SD Compostela in Spanien und in der andorranischen Fußballnationalmannschaft aktiv.

## Karriere

### Verein
Seine Vereinskarriere begann Sánchez in Spanien, wo er ab dem Jahr 1996 im Kader des unterklassigen Vereins CF Cobas aus der Region Galicien stand. Ob er dem Verein bereits davor angehörte, ist aus den Quellen ebenso nicht ersichtlich wie genaue Daten über die Anzahl seiner Einsätze. Auch über den weiteren Verlauf seiner Vereinskarriere bis zum Jahr 1998, findet sich in den Quellen keine Informationen. Ab der Saison 1998/99 stand er im Kader des ebenfalls aus Galicien stammenden Verein SD Negreira. Hier platzierte er sich mit der Auswahl in der Saison 1998/99, auf einen Platz im Mittelfeld der fünftklassigen Regional Preferente. Nach Ablauf der Saison wechselte er zum ebenfalls unterklassigen Verein Real Tapia in die Region Asturien, für den er drei Jahre lang aktiv blieb. Anschließend folgten Stationen bei ebenfalls unterklassigen spanischen Vereinen, darunter die beiden Klubs Bertamirans CF und SD Compostela aus Galicien. Erfolge konnte er, wie auch bei seinen Vereinstationen davor, in dieser Zeit jedoch nicht feiern. Noch vor Ablauf der Saison 2006/07 beendete er seine aktive Karriere im Kader des SD Compostela.

### Nationalmannschaft
Sein Debüt für die andorranische Fußballnationalmannschaft gab Sánchez am 13. November 1996, im Freundschaftsspiel unter Trainer Isidre Codina, gegen die Auswahl von Estland (1:6). Es war das erste Länderspiel der La Tricolor überhaupt und Sánchez gehört, neben 15 weiteren Spielern, zu jenen die erstmals auf Internationaler Ebene für das Land aufliefen. Er selbst war dabei der einzige Spieler des CF Cobas, der in die Reihen der Nationalmannschaft berufen wurde. Erst drei Jahre später wurde er wieder in den Kader der La Tricolor berufen und kam dabei im Freundschaftsspiel gegen Portugal (4:0) zum Einsatz. Unter Trainer David Rodrigo wurde er zusammen mit Francesc Ramírez, Óscar Sonejee und Ildefons Lima in das Aufgebot der Nationalmannschaft bei der Qualifikation zur Fußball-Weltmeisterschaft 2002 berufen. Hier kam er in der Partie gegen die Niederlande (0:5) und in den Spielen gegen Irland (0:3 und 3:1) zum Einsatz. Seinen letzten Einsatz im Trikot der La Tricolor absolvierte er am 5. Juni 2004, im Freundschaftsspiel gegen die Mannschaft aus Spanien (4:0). Sánchez stand als Torhüter stets im Schatten des langjährigen Stammkeepers Koldo Álvarez und kam in der Nationalmannschaft Andorras daher nur zu 6 Länderspieleinsätzen in knapp 9 Jahren. Diesem Umstand geschuldet, beendete er Ende 2004 seine Karriere in der Nationalmannschaft.